# Coppa Italia 1989-1990 (hockey su pista)
La Coppa Italia 1989-1990 è stata la 23ª edizione della principale coppa nazionale italiana di hockey su pista. La manifestazione si è conclusa il 14 febbraio 1990.
Il trofeo è stato conquistato dal Roller Monza per la prima volta nella sua storia.

## Risultati

### Semifinali
| Squadra 1 | Risultato | Squadra 2    |
| --------- | --------- | ------------ |
| Novara    | 9 - 4     | Seregno      |
| Trissino  | ? - ?     | Roller Monza |

### Finale
| Squadra 1 | Totale        | Squadra 2    | Andata | Ritorno |
| --------- | ------------- | ------------ | ------ | ------- |
| Novara    | 11 - 11 (gfc) | Roller Monza | 9 – 6  | 2 – 5   |

#### Gara di andata
| Novara 12 febbraio 1990 | Novara | 9 – 6 | Roller Monza | Palasport Dal Lago |

#### Gara di ritorno
| Brugherio 14 febbraio 1990 | Roller Monza | 5 – 2 | Novara |  |